# Bacia de Hall

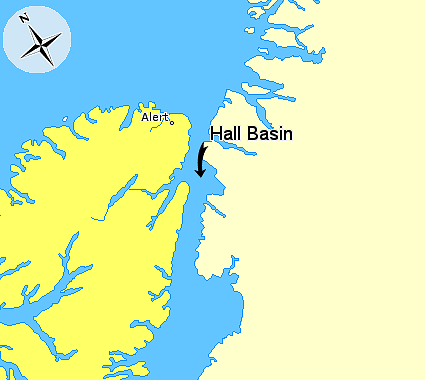
Bacia de Hall (Hall Basin), Nunavut, Canadá.
Ilha de Ellesmere, Nunavut, Canadá
Gronelândia

A bacia de Hall (em inglês:  Hall Basin) é um canal marítimo ou estreito entre a Terra de Hall na Gronelândia e a ilha de Ellesmere, no Canadá. 
A bacia de Hall recebeu o seu nome em homenagem ao explorador polar norte-americano Charles Francis Hall.
A bacia de Hall está localizada no estreito de Nares, com a entrada no caboe Baird a costa oriental da ilha de Ellesmere e o cabo Morton na costa noroeste da Gronelândia. O canal de Robeson fica a norte, e o canal de Kennedy a sul. A bacia tem forma irregular, com a entrada para a baía de Lady Franklin na sua costa ocidental a ser profundamente recortada por um sistema de fiordes. A costa oriental é mais regular, mas inclui o fiorde Petermann do glaciar Petermann no extremo sul.